# ديلا ريس
ديلا ريس (بالإنجليزية: Della Reese)‏ (مواليد 6 يوليو 1931 في ديترويت - الوفاة 19 نوفمبر 2017)، كانت مغنية وممثلة ومنتجة أمريكية بدأت مسيرتها الفنية عام 1953. اشتهرت بتمثيلها بمسلسل ممسوس بملاك الشهير، كما لمع اسمها على المسارح وفي قاعات الحفلات الموسيقية الكبرى.

## الأفلام
- ديناصور (2000)

## المسلسلات
- ممسوس بملاك (1994 - 2003)
- ذاتس سو رايفن (2006)
- ذا ينغ أند ذا رستلس (2009)

## روابط خارجية
- ديلا ريس على موقع IMDb (الإنجليزية)
- ديلا ريس على موقع روتن توميتوز (الإنجليزية)
- ديلا ريس على موقع ألو سيني (الفرنسية)
- ديلا ريس على موقع ميوزك برينز (الإنجليزية)
- ديلا ريس على موقع تيرنر كلاسيك موفيز (الإنجليزية)
- ديلا ريس على موقع أول موفي (الإنجليزية)
- ديلا ريس على موقع قاعدة بيانات الأفلام السويدية (السويدية)
- ديلا ريس على موقع إن إن دي بي (الإنجليزية)
- ديلا ريس على موقع أول ميوزيك (الإنجليزية)
- ديلا ريس على موقع ديسكوغز (الإنجليزية)